# بخش بریستول (شهرستان مورگان، اوهایو)
بخش بریستول (به انگلیسی: Bristol Township) یک منطقهٔ مسکونی در ایالات متحده آمریکا است که در شهرستان مورگان، اوهایو واقع شده‌است.
 بخش بریستول ۹۹٫۹ کیلومتر مربع مساحت و ۲۰۷ نفر جمعیت دارد و ۲۵۷ متر بالاتر از سطح دریا واقع شده‌است.